# Delta Line
Die Reederei Delta Line aus New Orleans bestand von 1919 bis 1985. Die Kontorflagge zeigte den gelben griechischen Buchstaben Δ (Delta) auf grünem Grund.

## Geschichte
Im Jahr 1919 gründeten US-amerikanische Kaffeehändler in New Orleans die Reederei  Mississippi Shipping Company, um einen direkten Liniendienst vom Mississippi-Delta am Golf von Mexiko an die südamerikanische Ostküste einzurichten.
In den Jahren 1946/47 setzte die Reederei das Schiffstrio der Del-Triplets (deutsch: Del Drillinge) in Fahrt. Zwei Jahre darauf verfügte die Reederei über 14 Schiffe mit einem Rauminhalt von rund 98.000 BRT. 1962 glich das Unternehmen den Namen Mississippi Shipping Company an das inoffiziell schon lange vorher praktizierte Delta Line an.
Im Laufe der 1970er Jahre verpasste die Delta Line die Containerisierung ihrer Flotte, woraufhin sie 1982 nach schwerwiegenden finanziellen Verlusten von der Muttergesellschaft Holiday Inn Corporation an die größte US-amerikanische Schleppreederei Crowley Maritime, veräußert wurde. Auch Crowley scheiterte an der Modernisierung der Delta-Flotte und gab die Reederei 1985 nach weiteren Verlusten an die United States Lines weiter. Diese gliederte die Delta-Flotte in ihre eigene ein und brach im Folgejahr selber zusammen.